# 戴阿克·费伦茨广场

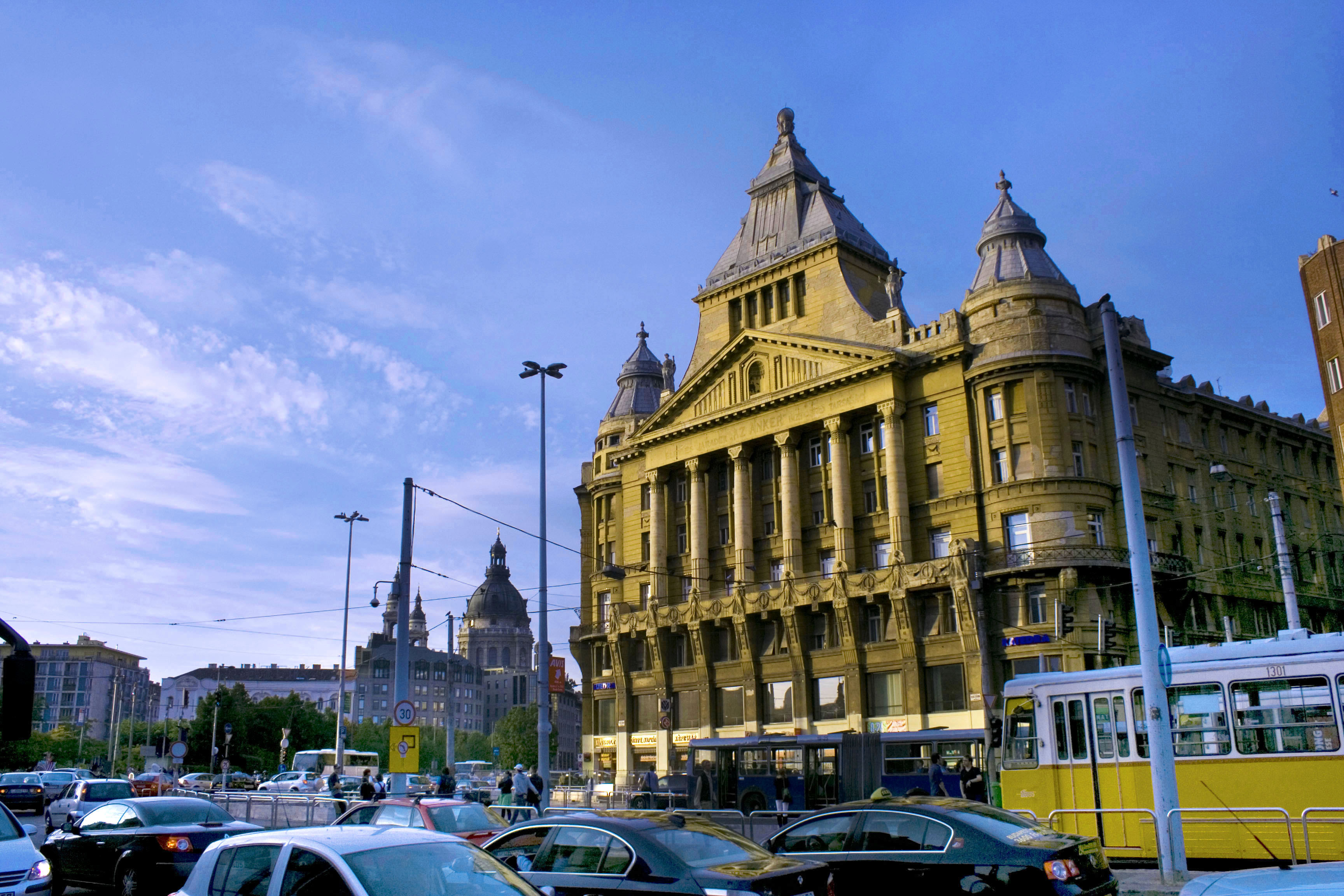
戴阿克·费伦茨广场

戴阿克·费伦茨广场（Deák Ferenc tér），得名于戴阿克·费伦茨，是是布达佩斯一个主要交通路口。卡洛伊环路、鲍伊奇-日林斯基街、国王街、戴阿克·费伦茨街，和三十街汇集于此。布达佩斯地铁的四條線當中有三條在此设站，使戴阿克·费伦茨广场站成为主要的换乘站。 
电车47路、49路，以及一些公交线路，都从戴阿克·费伦茨广场始发。该广场是年轻人爱聚集的地点。
戴阿克·费伦茨广场出现在瑞典前卫金属乐队救赎的痛苦的歌曲“末后的主题”中。
47°29′51″N 19°03′18″E / 47.49750°N 19.05500°E